# BD +48°740
BD +48°740とは、地球から見てペルセウス座の方向に約2400光年離れた位置にある恒星の1つである。

## 概要
BD +48°740は、赤色巨星まで進化した恒星である。それにもかかわらず、スペクトル線から多量のリチウムが発見された。リチウムは恒星内部の元素合成過程で容易に破壊されるため、進化の進んだ恒星で見つかるのは非常に珍しい。BD +48°740は赤色巨星であるため、BD +48°740の周囲を公転していた惑星もしくは惑星質量天体が飲み込まれ、それによる温度上昇によってリチウムが生成されたと考えられている。
そしてBD +48°740には、木星の1.6倍の質量を持つ惑星が1個発見されている。このような飲み込まれた惑星と、残された惑星がある恒星は、HD 82943などが先行例としてあるが、赤色巨星において発見されたのはBD +48°740がはじめてである。また、HD 82943は惑星が砕かれた、惑星の成分が直接由来するが、惑星が飲み込まれた影響で、恒星内部の元素合成が触発される間接的なパターンという違いがある。
発見されたBD +48°740を公転する惑星は、離心率が0.67と異常に高い。これは、惑星が巨星となる前に飲み込まれた影響で、生き残った惑星が重力の影響で軌道が極端な楕円形に変わったと考えられている。いずれにしても、これほど高齢の惑星において、これほどの楕円軌道は珍しい。
| 名称 （恒星に近い順） | 質量   | 軌道長半径 （天文単位） | 公転周期 (日) | 軌道離心率  | 軌道傾斜角 | 半径 |
| --------------------- | ------ | ----------------------- | ------------- | ----------- | ---------- | ---- |
| b                     | 1.6 MJ | 1.89                    | 771           | 0.67 ± 0.17 | —          | —    |